# 3870 Mayré
3870 Mayré este un asteroid din centura principală, descoperit pe 13 februarie 1988 de Eric Elst.